# Beyram
Beyram (farsi بیرم) è una città dello shahrestān di Larestan, circoscrizione di Beyram, nella provincia di Fars. Aveva, nel 2006, una popolazione di 6.520 abitanti.